# اسکار موریو
اسکار فابین موریو موریو (اسپانیایی: Óscar Fabián Murillo Murillo‎؛ زادهٔ ۱۸ آوریل ۱۹۸۸) بازیکن فوتبال اهل کلمبیا است.
از باشگاه‌هایی که در آن بازی کرده‌است می‌توان به کلرادو رپیدز، اتلتیکو ناسیونال و پاچوکا اشاره کرد.
وی همچنین در تیم ملی فوتبال کلمبیا بازی کرده‌است.